# Mass (álbum)
Mass (estilizado em maiúsculas como MASS) é o décimo álbum de estúdio da banda japonesa de rock visual kei the GazettE, lançado em 26 de maio de 2021 no Japão e Estados Unidos pela Sony Japan e na Europa no dia 28 de maio pela JPU Records.
Foi lançado em quatro edições: a regular, com apenas o CD com 11 faixas, a edição limitada que acompanha o videoclipe e making-of de "Blinding Hope" e as edições limitadas BOX A em Blu-ray e BOX B em DVD, que incluem mais um encarte bônus. A versão internacional da JPU Records também é diferente, acompanhando transliterações das letras em romaji e suas respectivas traduções para o inglês no encarte.

## Visão geral
Após a estreia do single promocional "Blinding Hope" no canal oficial do the GazettE no YouTube em 10 de março, Mass foi anunciado como próximo álbum da banda. Eles enfrentaram certa inatividade depois que seu show em comemoração aos 18 anos de carreira foi cancelado devido a pandemia de COVID-19. O álbum foi lançado em comemoração aos 19 anos de carreira, que começou em abril de 2002 com o lançamento de "Wakaremichi". A versão estendida, promocional, da capa do álbum aparenta homenagear os lançamentos anteriores do the GazettE com ilustrações adaptadas deles, como por exemplo o cubo presente na capa de DIM.
Cerca de um mês antes do lançamento, a banda anunciou um evento online contando com sessão de autográfos e conversa com os membros. Devido as vagas limitadas, os interessados em participar deveriam se inscrever com o bilhete enumerado presente em cada cópia do álbum e os ganhadores seriam escolhidos por sorteio.
Além de "Blinding Hope", duas canções estrearam em rádios japonesas antes do lançamento do álbum: "Nox" no dia 14 de maio na rádio Beat Shuffle e "Last Song" no dia 17 na rádio Evening Tap. Nos dias 24, 25 e 26 eles transmitiram três shows ao vivo no YouTube.

## Produção
A banda começou a trabalhar no álbum em meados do final de 2019. Desde o lockdown devido á pandemia, cada membro começou a compor sozinho em casa. Mass foi o primeiro álbum do the GazettE totalmente produzido online, com cada membro gravando e mixando em casa. Todas as canções foram escritas pelo vocalista Ruki.
Ao contrário de álbuns anteriores como Dogma, porém assim como Ninth, Mass não possui um conceito claramente definido, como afirmado pelo grupo. Todavia, Ruki disse que apresenta a evolução da banda: "Nós o completamos na intenção de criar algo que pode ser realmente chamado de the GazettE." Pela primeira vez, o guitarrista Aoi usou uma guitarra de 7 cordas para as composições. O baixista Reita tocou apenas "Daku" e "Moment" com os dedos, e nas outras canções usou uma palheta. Ele aprimorou seus instrumentos mas voltou a utilizar amplificadores que usava anteriormente.

## Recepção
| Críticas profissionais | Críticas profissionais |
| Avaliações da crítica  | Avaliações da crítica  |
| Fonte                  | Avaliação              |
| ---------------------- | ---------------------- |
| Kerrang!               | [ 11 ]                 |

A Kerrang! deu ao álbum uma nota 3 de 5 estrelas e comentou: "Mass é certamente o lançamento do the GazettE com mais nuances há algum tempo, mas parece um pouco inacabado [...]"
Três membros do portal Gekirock classificaram Mass como um dos melhores álbuns de 2021. Yasu, Tatsuya e Yukie Sugie ranquearam Mass em 1°, 2° e 9° lugar respectivamente, enquanto Shu escolheu a capa do álbum como a melhor do ano.

### Paradas
"Blinding Hope" alcançou o número um nas paradas do iTunes UK Metal Songs no Reino Unido e o top dez na Amazon Hard Rock and Metal Songs em vários países. Até 6 de julho de 2021, o videoclipe oficial contava com 1.7 milhões de visualizações no YouTube.
Mass alcançou a quarta posição na Oricon Albums Chart e a quinta na Billboard Japan Hot 100. Alcançou a primeira posição nas paradas do iTunes no Brasil, Chile, Hong Kong, Singapura, Taiwan, Tailândia, Finlândia e Malásia. Na Billboard Japan Top Download Albums, chegou ao topo da parada.

## Faixas
CD
Todas as faixas escritas e compostas por Ruki. 
| Disco um       |                 |         |  |
| N.º            | Título          | Duração |  |
| 1.             | "Count-10"      | 1:14    |  |
| 2.             | "Blinding Hope" | 4:22    |  |
| 3.             | "Rollin'"       | 3:28    |  |
| 4.             | "Nox"           | 3:33    |  |
| 5.             | "Hold"          | 2:58    |  |
| 6.             | "Daku" (濁)     | 4:40    |  |
| 7.             | "The Pale"      | 5:00    |  |
| 8.             | "Moment"        | 4:22    |  |
| 9.             | "Barbarian"     | 3:51    |  |
| 10.            | "Frenzy"        | 2:43    |  |
| 11.            | "Last Song"     | 5:36    |  |
| Duração total: | Duração total:  | 41:53   |  |

### Faixas bônus de edição limitada e CD+DVD
Blu-ray (edição A) ou DVD (edição B)
| Disco dois |                              |         |  |
| N.º        | Título                       | Duração |  |
| 1.         | "Blinding Hope" (Videoclipe) |         |  |
| 2.         | "Blinding Hope" (Making-of)  |         |  |

## Ficha técnica
- Ruki – vocais
- Uruha – guitarra solo
- Aoi – guitarra rítmica
- Reita – baixo
- Kai – bateria

## Desempenho
| Parada (2021)                       | Melhor posição |
| ----------------------------------- | -------------- |
| Oricon Albums Chart                 | #4             |
| Billboard Japan Hot 100             | #5             |
| Billboard Japan Top Download Albums | #1             |